# 16929 Hurník
16929 Hurník è un asteroide della fascia principale. Scoperto nel 1998, presenta un'orbita caratterizzata da un semiasse maggiore pari a 3,0558755 UA e da un'eccentricità di 0,1362801, inclinata di 3,84242° rispetto all'eclittica.